# Sutterton
Sutterton – wieś w Anglii, w hrabstwie Lincolnshire, w dystrykcie Boston. Leży 49 km na południowy wschód od Lincoln i 154 km na północ od Londynu.